# Yangxoi (sockenhuvudort i Kina, Tibet Autonomous Region, lat 31,21, long 93,97)
Yangxoi (kinesiska: Yangxiu, 羊秀, Shanzha Qu, 山扎区, 羊秀乡) är en sockenhuvudort i Kina. Den ligger i den autonoma regionen Tibet, i den sydvästra delen av landet, omkring 320 kilometer nordost om regionhuvudstaden Lhasa. Antalet invånare är 5 307. Befolkningen består av 2 545 kvinnor och 2 762 män. Barn under 15 år utgör 32 %, vuxna 15-64 år 62 %, och äldre över 65 år 5,0 %.
Runt Yangxoi är det mycket glesbefolkat, med 4 invånare per kvadratkilometer. Närmaste större samhälle är Paingar, 6,6 km öster om Yangxoi. Trakten runt Yangxoi består i huvudsak av gräsmarker.
Genomsnittlig årsnederbörd är 929 millimeter. Den regnigaste månaden är juni, med i genomsnitt 199 mm nederbörd, och den torraste är december, med 3 mm nederbörd.